# Dem Rădulescu
Pour les articles homonymes, voir Radulescu.
Dem Rădulescu (en roumain : [dem rəduˈlesku]), né le 21 septembre 1931 à Râmnicu Vâlcea et mort le 17 septembre 2000 à Bucarest, est un acteur de théâtre, de cinéma et de télévision et un universitaire roumain. Il est également professeur à l'université nationale d'art théâtral et cinématographique Ion Luca Caragiale, à Bucarest.

## Biographie
Dem Rădulescu naît le 30 septembre 1931 à Râmnicu Vâlcea, dans une famille de commerçants. Diplômé du National College Nicolae Balcescu (aujourd'hui National College Alexandru Lahovary) à Râmnicu Vâlcea, il doit faire un choix entre une carrière de sportif professionnel (boxe) et une carrière d'acteur. Il reçoit même une étoile d'or à un championnat de boxe amateur. En 1956, il remporte le premier prix d'interprétation de Steaguri pe turnuri (il joue le bandit Rijikov) à un concours destiné aux jeunes acteurs.
C’est alors qu’il est remarqué par Sică Alexandrescu, ce qui marque le début de la carrière de Rădulescu. Rădulescu se lie d’amitié avec Ion Cojar (en) et Liviu Ciulei. Il collabore avec ce dernier pour le rôle de Farfuridi dans O scrisoare pierdută où il joue aux côtés de Rodica Tapalagă, Petre Gheorghiu, Ştefan Bănică, Mircea Diaconu, Octavian Cotescu, Cioranu et Ciulei lui-même. Liviu Ciulei appelait Dem Rădulescu « un génie de l’interprétation ».
Il meurt le 17 septembre 2000 à Bucarest, après avoir été victime d'un accident vasculaire cérébral.

## Filmographie
- Atmosfera încărcată (1996)[2]
- Politică înaltă (TV)[2]
- A doua cădere a Constantinopolului (1994)[2]
- Titanic vals (1994)[2]
- O Invitație (1993) (TV)[2]
- Harababura (1990)[2]
- Omul din Buzău (1988) (TV)[2]
- Secretul armei secrete (1988)[2]
- Chirița la Iași (1987)[2]
- Coana Chirița (1986)[2]
- Primăvara bobocilor (1985)[2]
- Secretul lui Bachus (1984)[2]
- Bocet vesel (1983)
- "Fram" (1983) serial TV[2]
- Milionar la minut (1982) (TV)[2]
- Un Saltimbanc la Polul Nord (1982).... Siboli[2]
- Am o idee (1981)[2]
- Destine romantice (1981)[2]
- Grăbește-te încet (1981)[2]
- Saltimbancii (1981).... Cezar Siboli
- Șantaj (1981)[2]
- Șapca și pălăria (1979) (TV)[2]
- Brațele Afroditei (1978)[2]
- Expresul de Buftea (1978)
- Eu, tu și Ovidiu (1977)
- Fair Play (1977)
- O Scrisoare pierdută (1977) (TV)
- Bufetul mimoza (1976) (TV)
- Premiera (1976) as Fanache Verzea
- Comedie fantastică (1975)
- Explosion (1973).... Neagu
- Originea și evoluția vehiculelor (1973) (TV)
- Veronica se întoarce (1973).... Motanul Dănilă
- Tonight We’ll Dance at Home (1972)
- Veronica (1972).... Motanul Dănilă
- B.D. la munte și la mare (1971).... Gogu
- Antinevralgicu (1970) (TV)
- Brigada Diverse în alertă! (1970).... Gogu
- Brigada Diverse intră în acțiune (1970)... Gogu
- Frații (1970)
- K.O. (1968).... Flinta
- Vin cicliștii (1968).... Mișu
- Sept hommes et une garce (1967) de Bernard Borderie avec Jean Marais
- Subteranul (1967)
- De trei ori București (1967).... (segment "Aterizare forțată")
- Corigența domnului professor (1966)
- La porțile pământului (1966)
- Les Fêtes galantes (1965) de René Clair avec Jean-Pierre Cassel
- Gaudeamus igitur (1965)
- Dragoste la zero grade (1964)
- La vârsta dragostei (1963)
- Politică și... delicatese (1963)
- Un surâs în plină vară (1963)
- Telegrame (1959)
- Motanul Danila